# 고양겸
고양겸(顧養謙, 1537-1604)은 자(字)는 익경(益卿), 호(號)는 충암(沖庵)이다. 명(明) 남직례(南直隸) 통주(通州)(오늘날 중국 강소성江蘇省 남통시南通市) 출신의 관료이다.

## 생애
응천부(應天府) 향시(鄕試) 103등으로 합격하였고, 을축과(乙丑科) 회시(會試)에서 127등을 하였다. 가정(嘉靖) 44년(1565) 진사(進士) 제2갑(第二甲) 44등에 올랐다. 공부(工部)에서 관정(觀政, 진사 합격 후 연수 과정)을 하였고, 그 해 10월, 호부주사(戶部主事)에 제수되었다. 융경(隆慶) 3년(1569) 2월, 호부원외랑(戶部員外郞)으로, 4월에는 호부낭중(戶部郞中)으로 승진하였다. 경상(京商, 북경 상인)을 감독하였으나, 상서(尙書, 행정장관) 유체건(劉體乾)에게 항의하여 같은해 7월 복건첨사(福建僉事)로 쫓겨났다. 융경 6년(1572) 10월, 광동좌참의(廣東左參議)로 승진하였고, 영동(嶺東, 광동 조주 산두 및 복건 남부 지역) 평정에 성공한 공으로 만력(萬曆) 원년(1573) 8월, 광동부사(廣東副使)로 승진하였다. 만력 5년(1577) 11월, 운남첨사(雲南僉事)로 옮겼다. 만력 8년(1580) 12월, 절강우참의(浙江右參議)로 승진하였다. 만력 10년(1582) 12월, 산동부사(山東副使)로 승진하였다. 만력 11년(1583) 정월, 상주를 올려 유임을 건의하였고, 절강 항엄도(杭嚴道)를 관장하였다. 10월, 산서(山西) 계주병비도(薊州兵備道)에 임명되었다. 만력 13년(1585) 6월, 우첨도어사(右僉都御史)로 승진, 요동순무(遼東巡撫)에 임명되었다. 만력 14년(1586) 5월, 우부도어사(右副都御史)로 승진하였다.
만력 13년(1585), 심유용(沈有容)을 부하로 불러 화기를 훈련하게 하여 전공을 세웠다. 만력 17년(1589) 7월, 남경호부우시랑(南京戶部右侍郞)으로 승진하여 양저총독(糧儲總督) 직을 맡았다. 모친상으로 인하여 귀향하였다.
만력 20년(1592) 8월, 병부우시랑(兵部右侍郞)으로 복직하였다. 만력 21년(1593) 정월, 병부좌시랑겸도찰원우부도어사총독계료보정군무(兵部左侍郞兼都察院右副都御史總督薊遼保定軍務)로 승진하였다. 당시 송응창(宋應昌)과 이여송(李如松)이 조선(朝鮮)의 전장에서 일본군과 대치하고 있었다. 고양겸은 조선에서의 철군을 강하게 주장하였고 신종은 이를 비준하였다. 고양겸은 송응창을 대신하여 조선으로 가서 철군 업무를 맡았으며, 계진(薊鎭) 방비는 순천순무(順川巡撫)가 대신 맡았다. 고양겸은 도요토미 히데요시(豊臣秀吉)의 항표(降表, 항복을 청하는 표문)이 도착하였다는 소식을 듣고, 고니시 유키나가(小西行長) 군영에 사람을 보내어 일본군의 철병 사안을 논의하게 하였다. 고양겸은 병부상서(兵部尙書) 석성(石星)의 뜻을 따르고자 하였으며, 히데요시를 일본국왕(日本國王)에 책봉하는 것으로 결의하여 전쟁을 종식시키려 하였다. 명 조정은 석성의 건의를 받아들여 명군 3천명을 조선에 주둔시키고 나머지는 철군하기로 결정하였다.
만력 22년(1594), 고양겸은 소환되어 병부 업무를 관장하였고, 그해 하도시랑겸우도어사(河道侍郞兼右都御史)로 전지고디었다. 만력 23년(1595), 병으로 인한 휴양을 건의하였고 이것이 비준되었다. 만력 24년(1596) 9월, 도찰원우도어사겸병부좌시랑협리경영융정(都察院右都御史兼兵部左侍郞協理京營戎政)으로 복직하였다. 만력 25년(1597), 고향에서의 요양을 허가받았다. 만력 32년(1604), 사망하였다. 만력 34년(1606) 9월, 병부상서에 추증되었으며, '양민(襄敏)'이라는 시호가 내려졌다.
양명학자 이지(李贄)와 고양겸 간에 교류가 있었다. 이지가 요안지부(姚安知府)로 있는 동안 고양겸은 이해도사(洱海道事)에 있었다. 두 사람은 서로 의기투합하여 우정이 두터웠다. 이지는 초횡(焦竑) 등에게 보낸 서신에서 모두 고양겸을 언급하였다.

## 저작
- 『충암무료주의(沖庵撫遼奏議)』(20권), 『독무주의(督撫奏議)』(8권) 등.

## 가족
- 증조부 :고능(顧能), 의관(義官)
  - 조부 : 고조산(顧祖山), 의관(義官)
    - 부친 : 고요(顧瑤), 감생(監生)
    - 적모 : 전씨(錢氏), 안인(安人) 추증
    - 친모 : 단씨(單氏), 태안인(太安人) 책봉[5]
      - 형 : 고양항(顧養恒), 감생(監生)
      - 동생 : 고양리(顧養履), 고양관(顧養觀), 고양손(顧養巽), 고양증(顧養曾), 고양예(顧養豫)
      - 배우자 :  이씨(李氏), 안인(安人)
        - 아들 : 고무현(顧懋賢)(거인), 고무광(顧懋光)

## 참고문헌
- 장조서(張朝瑞), 『황명공거고(皇明貢舉考)』
- 魯小俊·江俊偉, 『貢舉志五種(上)』, 武漢大學出版社, 2009.
- 朱保炯·謝沛霖, 『明清進士題名錄索引』, 文海出版社, 1981.
- 주학증(周學曾) 等, 道光『晉江縣志』
- 龔延明 主編, 『天一閣藏明代科舉錄選刊 登科錄 點校本』, 寧波出版社, 2016.